# سیارک ۴۴۱۷
سیارک ۴۴۱۷ (به انگلیسی: 4417 Lecar، نامگذاری:1931GC) چهار هزار و چهارصد و هفدهمین سیارک کشف شده‌است که در ۸ آوریل ۱۹۳۱ و در هایدلبرگ کشف شد.
قدر مطلق سیارک برابر ۱۱٫۵۰ است.